# Weta

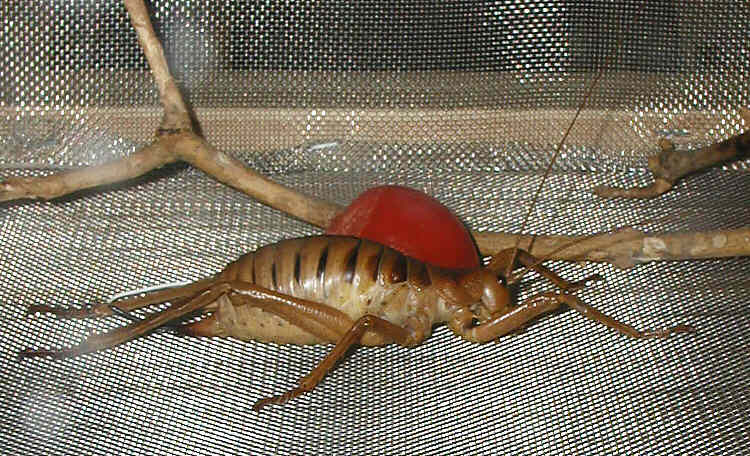
Riesen-Weta (Deinacrida fallai)

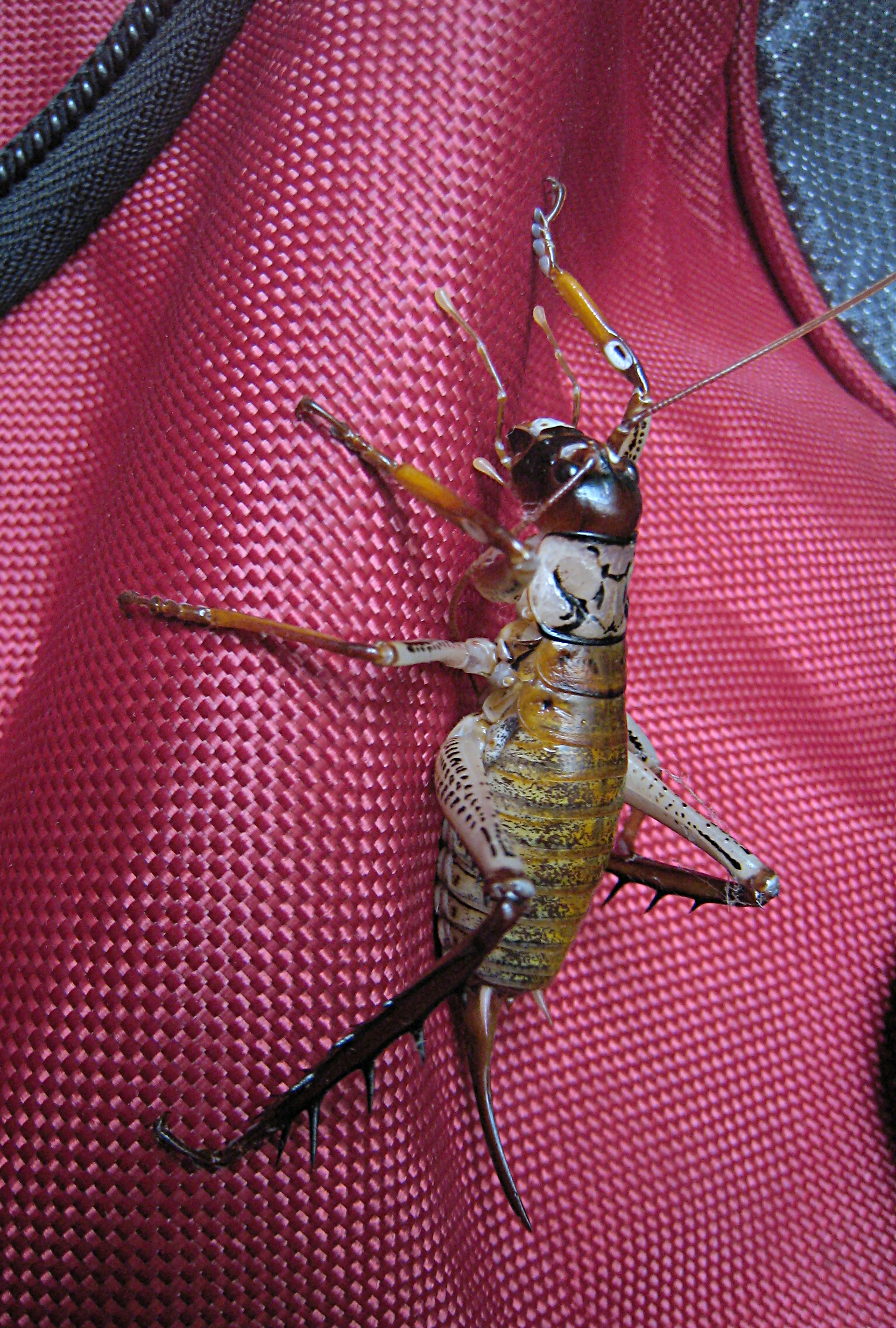
Hemideina thoracica, weibliches Tier

Die Weta (Anostostomatidae) sind eine überwiegend auf der Südhalbkugel verbreitete Familie der Langfühlerschrecken. Die meisten Arten sind in Australien und Neuseeland beheimatet, beispielsweise Deinacrida mahoenui, weitere kommen in Neukaledonien, Neuguinea, Südafrika, Madagaskar und Lateinamerika vor. Ihre taxonomische Einordnung ist noch weitgehend unklar. Der Name Weta stammt von Wetapunga, was in der Sprache der Māori „Gott der hässlichen Dinge“ bedeutet. Die Familie ist aus bereits weit zurückdatierten, fossilen Funden bekannt.

## Merkmale
In Neuseeland treten die größten Arten auf: Einzelne Vertreter dieser Familie können bis etwa 90 mm groß werden. Die Deinacrida heteracantha erreicht eine Körpermasse von bis zu 71 Gramm. Damit ist sie nicht nur die schwerste Langfühlerschrecke, sondern eines der schwersten Insekten überhaupt.
Weitere Arten finden sich in Südafrika, wie etwa die Art Libanasidus vittatus.

## Systematik
Der Familie Anostostomatidae wird eine ausgestorbene Unterfamilie sowie zahlreiche rezente Tribus, Unterfamilien und Gattungen zugeordnet.
- Familie Anostostomatidae Saussure, 1859 (Synonyme: Henicidae Karny, Mimnermidae Wattenwyl)
  - Unterfamilie Anabropsinae Rentz & Weissman, 1973
    - Tribus Anabropsini Rentz & Weissman, 1973
    - Tribus Brachyporini Gorochov, 2001
    - Brevipenna Shi & Bian, 2016

  - Unterfamilie Anostostomatinae Saussure, 1859 (Synonyme: Henicinae Karny 1928, Mimnerminae Brunner von Wattenwyl 1888, Anostostomatini Saussure 1859, Anostostomii Saussure 1859, Henicini Karny 1928, Mimnermi Wattenwyl 1888)
    - Anostostoma Gray, 1837
    - Bochus Péringuey, 1916
    - Borborothis Wattenwyl, 1888
    - Carcinopsis Wattenwyl, 1888
    - Gryllotaurus Karny, 1929
    - Henicus Gray, 1837
    - Libanasidus Péringuey, 1916
      - Libanasidus vittatus Kirby, 1899

    - Motuweta Johns, 1997
    - Nasidius Stål, 1876
    - Onosandridus Péringuey, 1916
    - Onosandrus Stål, 1878
    - Spizaphilus Kirby, 1906

  - Unterfamilie Cratomelinae Wattenwyl, 1888 (Synonyme: Cratomeli, Cratomelini)
    - Cratomelus Blanchard, 1851

  - Unterfamilie Deinacridinae Karny, 1932
    - Deinacrida White, 1842
      - Deinacrida mahoenui

    - Hemideina Walker, 1869
      - Hemideina crassidens

  - Unterfamilie Euclydesinae † Martins-Neto, 2007
    - Euclydes † Martins-Neto, 2007

  - Unterfamilie Leiomelinae Gorochov, 2001
    - Leiomelus Ander, 1936

  - Unterfamilie Lutosinae Gorochov, 1988 (Synonym: Lutosini)
    - Apotetamenus Wattenwyl, 1888
    - Hydrolutos Issa & Jaffe, 1999
    - Libanasa Walker, 1869
    - Licodia Walker, 1869
    - Lutosa Walker, 1869
    - Neolutosa Gorochov, 2001
    - Papuaistus Griffini, 1911

  - Tribus Glaphyrosomatini Rentz & Weissman, 1973 (Synonym: Glaphyrosomini)
    - Cnemotettix Caudell, 1916
    - Glaphyrosoma Wattenwyl, 1888

  - Aistus Brunner von Wattenwyl, 1888
    - Aistus gracilis Wattenwyl, 1888
    - Aistus rouxi Griffini, 1914
    - Aistus sarasini Griffini, 1914

  - Anisoura Ander, 1932
    - Anisoura nicobarica Ander, 1932

  - Coccinellomima Karny, 1932
    - Coccinellomima shelfordi Karny, 1932

  - Dolichochaeta Philippi, 1863
    - Dolichochaeta longicornis Philippi, 1863

  - Gryllacropsis Wattenwyl, 1888
    - Gryllacropsis magniceps Walker, 1870

  - Hemiandrus Ander, 1938 (Synonym: Zealandosandrus Salmon 1950)
    - Hemiandrus anomalus Salmon, 1950
    - Hemiandrus bilobatus Ander, 1938
    - Hemiandrus brucei Taylor Smith, Trewick & Morgan-Richards, 2016
    - Hemiandrus electra Taylor Smith, Morgan-Richards & Trewick, 2013
    - Hemiandrus fiordensis Salmon, 1950
    - Hemiandrus focalis Hutton, 1896
    - Hemiandrus jacinda Trewick, 2021
    - Hemiandrus lanceolatus Walker, 1869
    - Hemiandrus luna  Taylor Smith, Trewick & Morgan-Richards, 2016
    - Hemiandrus maculifrons Walker, 1869
    - Hemiandrus maia Taylor Smith, Morgan-Richards & Trewick, 2013
    - Hemiandrus monstrosus Salmon, 1950
    - Hemiandrus nitaweta Jewell, 2007
    - Hemiandrus nox Taylor Smith, Trewick & Morgan-Richards, 2016
    - Hemiandrus pallitarsis Walker, 1871
    - Hemiandrus similis Ander, 1938
    - Hemiandrus subantarcticus Salmon, 1950
    - Hemiandrus superba Jewell, 2007

  - Hypocophoides Karny, 1930
    - Hypocophoides biforaminatus Griffini, 1914
    - Hypocophoides indicus Bolívar, 1900

  - Hypocophus Wattenwyl, 1888 (Synonym: Onogyne Karny 1932)
    - Hypocophus bispinosus Chopard, 1952
    - Hypocophus fortior Wattenwyl, 1888
    - Hypocophus humilis Wattenwyl, 1888
    - Hypocophus longicalcar Karny, 1932
    - Hypocophus minusculus Chopard, 1958

  - Leponosandrus Gorochov, 2001
    - Leponosandrus lepismoides Walker, 1871

  - Transaevum Johns, 1997
    - Transaevum laudatum Johns, 1997

## Lebensweise
Die einzelnen Arten ernähren sich überwiegend räuberisch. Häufig weisen sie ein komplexes Sozialverhalten auf. Männchen haben zumeist verschiedenste Modifikationen des Kopfes, die bei Kämpfen mit Rivalen eingesetzt werden. Neben der häufigsten Kommunikationsform, der Geräuschübertragung über die Luft, werden bei manchen Arten verschiedene Methoden angewandt, Vibrationen über den Boden zu übermitteln.
Die Entwicklung der Tiere dauert in der Regel verhältnismäßig lang. Bevor die Larven den Eiern entschlüpfen, können bis zu 18 Monate vergehen. In der ein bis drei Jahre dauernden folgenden Entwicklungsphase werden sieben bis zehn Larvenstadien durchlebt. Ausgewachsene Tiere können mehr als ein Jahr lang leben.

## Weta als Namensgeber
Der Firma für Spezialeffekte Weta Workshop eigneten die Filmemacher Peter Jackson und Richard Taylor die Wetas bewusst als Namensgeber zu. Sie wurde durch ihre Mitarbeit bei Jacksons Verfilmung des Romans Herr der Ringe bekannt.